# Autorretrato com um amigo (Rafael)
O Autorretrato com um Amigo (também conhecido como Retrato Duplo e como Rafael e Seu Mestre de Esgrima) é uma pintura do pintor italiano da Alta Renascença Rafael. Ela data de 1518–1520, e está no Museu do Louvre de Paris, França. Se a figura à esquerda é realmente um autorretrato de Rafael é incerto, embora já tenha sido identificada como tal em uma gravura do século XVI.
.

## História
A identidade do homem retratado diante de Rafael é desconhecida. Tradicionalmente, ele era identificado como seu mestre de esgrima, já que segurava o punho de uma espada. Os historiadores da arte moderna o consideram um amigo próximo,[5] ou possivelmente um dos alunos do pintor, talvez Polidoro da Caravaggio ou Giulio Romano. Uma possibilidade é Giovanni Battista Branconio dell'Aquila, para quem Rafael havia projetado, no bairro Borgo de Roma, o agora destruído Palazzo Branconio dell'Aquila. Outras pessoas associadas ao personagem incluem Pietro Aretino, Baldassarre Peruzzi e Antonio Cordiani, bem como outros pintores como Il Pordenone ou Pontormo, mas essas hipóteses foram refutadas por outros retratos.